# Erythronium oregonum
Erythronium oregonum là một loài thực vật có hoa trong họ Liliaceae. Loài này được Applegate miêu tả khoa học đầu tiên năm 1935.